# The Quest (série télévisée, 1982)
Pour les articles homonymes, voir The Quest.
The Quest est une série télévisée américaine en un téléfilm pilote de 90 minutes et huit épisodes de 50 minutes créée par Juanita Bartlett dont seulement cinq épisodes ont été diffusés du 22 octobre 1982 au 19 novembre 1982 sur le réseau ABC.
Cette série est inédite dans tous les pays francophones.

## Synopsis
L'état souverain de Glendorra se verra contraint de redevenir territoire français si un successeur au roi, devenu trop âgé, n'est pas trouvé sous peu selon d'anciens accords. Après des recherches généalogiques, on retrouve la trace de descendants de la famille royale aux États-Unis. Quatre d'entre eux devront accomplir des épreuves présentées sous forme de lettres énigmatiques afin de prouver leur valeur de monarque.

## Distribution
- Perry King : Dan Underwood
- Noah Beery Jr. : Arthur Henley
- Ray Vitte : Cody Johnson
- Karen Austin : Carrie Welby
- John Rhys-Davies : Sir Edward
- Michael Billington : Comte Louis Dardinay
- Ralph Michael : Roi Charles

## Épisodes
1. La Quête (Land's End to Land's End) (90 minutes)
2. Héritier déchu (Last One There Is a Rotten Heir)
3. Voleur de cœur (He Stole-A My Hart)
4. Votre Majesté (His Majesty, I Presume)
5. Évasion (Escape from a Velvet Box)
6. Un compagnon royal (A Prince of a Fellow)
7. La Chasse au tigre blanc (Hunt for the White Tiger)
8. R.S.V.P. (R.S.V.P.)